# Grand Prix automobile de Grande-Bretagne 2015
GP précédent GP suivant
Le Grand Prix automobile de Grande-Bretagne 2015 (2015 Formula 1 British Grand Prix), disputé le 5 juillet 2015 sur le circuit de Silverstone, est la 925e épreuve du championnat du monde de Formule 1 courue depuis 1950, à l'endroit où se disputa aussi la première d'entre elles. Il s'agit de la soixante-sixième édition du Grand Prix de Grande-Bretagne comptant pour le championnat du monde de Formule 1, la quarante-neuvième disputée sur le circuit de Silverstone, et de la neuvième manche du championnat 2015.
Comme souvent depuis le début de la saison, les Mercedes dominent les trois séances d'essais libres, néanmoins, les Toro Rosso, les Red Bull et les Ferrari semblent à l'aise sur le tracé de Silverstone, au contraire des Williams, quasiment inexistantes lors des essais libres. Si Kimi Räikkönen réalise le meilleur temps de la première phase qualificative, il ne peut lutter ni contre Nico Rosberg (meilleur temps de la Q2), ni contre Lewis Hamilton qui réalise la quarante-sixième pole position de sa carrière, la huitième en neuf courses cette saison. La surprise vient des pilotes Williams qui, après leurs essais décevants, pointent en deuxième ligne (Felipe Massa devant Valtteri Bottas) et ont pris le meilleur sur les pilotes Ferrari qui occupent la troisième ligne (Kimi Räikkönen devant Sebastian Vettel). Les Red Bull sont toujours présentes dans les dix premières (Daniil Kvyat est septième et Daniel Ricciardo dixième) de même que Toro Rosso, avec la huitième place de Carlos Sainz Jr.
Le Grand Prix s'anime dès le départ où Felipe Massa réussit un envol parfait et pointe en tête dès le premier virage tandis que son coéquipier Bottas dépasse Rosberg ; en fond de classement, une collision en chaîne provoque le triple abandon de Romain Grosjean, de Pastor Maldonado et de Jenson Button (Fernando Alonso échappant in-extremis à l'hécatombe) et la sortie de la voiture de sécurité. À la relance, Hamilton porte une attaque sur Massa et sort de la piste : les deux Williams sont désormais en tête, devant les Mercedes. Alors que Bottas se voit interdire par son équipe d'attaquer Massa, les pilotes Mercedes reviennent à leur niveau tout en économisant leurs pneus. Cette stratégie s'avère payante puisque, après la première valse des arrêts au stands, Hamilton prend la tête de la course. Les pilotes Ferrari ont également bien négocié leur passage par les stands, puisque Räikkönen ressort cinquième, juste devant son coéquipier Vettel. 
La fin de course est perturbée par plusieurs averses qui provoquent des changements d'importance : Nico Rosberg dépasse Bottas et Massa pour pointer au deuxième rang tandis que Räikkönen recule jusqu'à la neuvième place. Lorsque Hamilton fait le choix de rentrer au stand pour chausser des pneus plus adaptés à la piste humide, imité dans le même tour par Sebastian Vettel, Rosberg prend la tête de la course ; toutefois, il doit à son tour passer les pneus intermédiaires et laisser sa place de leader à son coéquipier. Hamilton remporte ainsi la trente-huitième victoire de sa carrière et, pour la troisième fois, son Grand Prix national. Auteur du meilleur tour dans sa vingt-neuvième boucle, Hamilton réalise par ailleurs son huitième Hat trick. La seconde place de Nico Rosberg permet à Mercedes de réaliser son sixième doublé de la saison (pour un total porté à 22). Sebastian Vettel, troisième grâce au timing de son dernier arrêt au stand, monte sur le podium pour la sixième fois cette saison ; Felipe Massa termine quatrième, devant Bottas et Kvyat. Nico Hülkenberg se classe septième et devance Räikkönen, Sergio Pérez et Fernando Alonso qui inscrit son premier point de la saison. 
Lewis Hamilton augmente son avance en tête du championnat du monde, avec 17 points de plus que Rosberg (désormais 194 points contre 177) et devance Sebastian Vettel (135 points). Valtteri Bottas (77 points) devance désormais son compatriote Kimi Räikkönen (76 points), talonné par Felipe Massa (74 points). Daniel Ricciardo (resté à 36 points) précède son coéquipier Daniil Kvyat (27 points), Nico Hülkenberg (24 points) et Romain Grosjean (17 points). Mercedes conserve la tête du championnat, avec 371 points, devant Ferrari (211 points) et Williams (151 points) ; suivent Red Bull Racing (63 points), Force India (39 points), Lotus (29 points), Sauber (21 points), Scuderia Toro Rosso (19 points) et McLaren (5 points). Manor Marussia n'a pas encore inscrit de point.

## Essais libres

### Première séance, le vendredi de 10 h à 11 h 30
| Pos. | Pilote           | Voiture            | Chrono         | Écart     |
| ---- | ---------------- | ------------------ | -------------- | --------- |
| 1    | Nico Rosberg     | Mercedes           | 1 min 34 s 274 |           |
| 2    | Lewis Hamilton   | Mercedes           | 1 min 34 s 344 | + 0 s 070 |
| 3    | Max Verstappen   | Toro Rosso-Renault | 1 min 35 s 530 | + 1 s 256 |
| 4    | Kimi Räikkönen   | Ferrari            | 1 min 35 s 588 | + 1 s 314 |
| 5    | Carlos Sainz Jr. | Toro Rosso-Renault | 1 min 35 s 669 | + 1 s 395 |
| 6    | Sebastian Vettel | Ferrari            | 1 min 35 s 739 | + 1 s 465 |

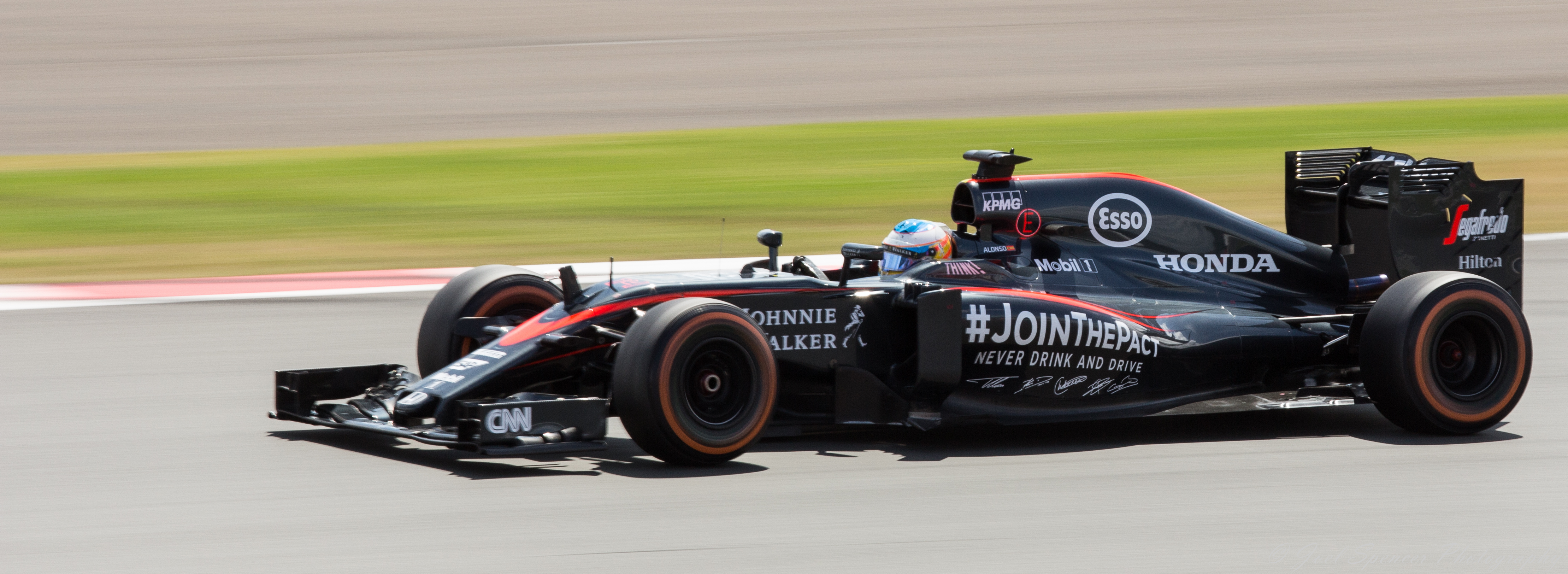
Fernando Alonso au Grand Prix de Grande-Bretagne 2015.

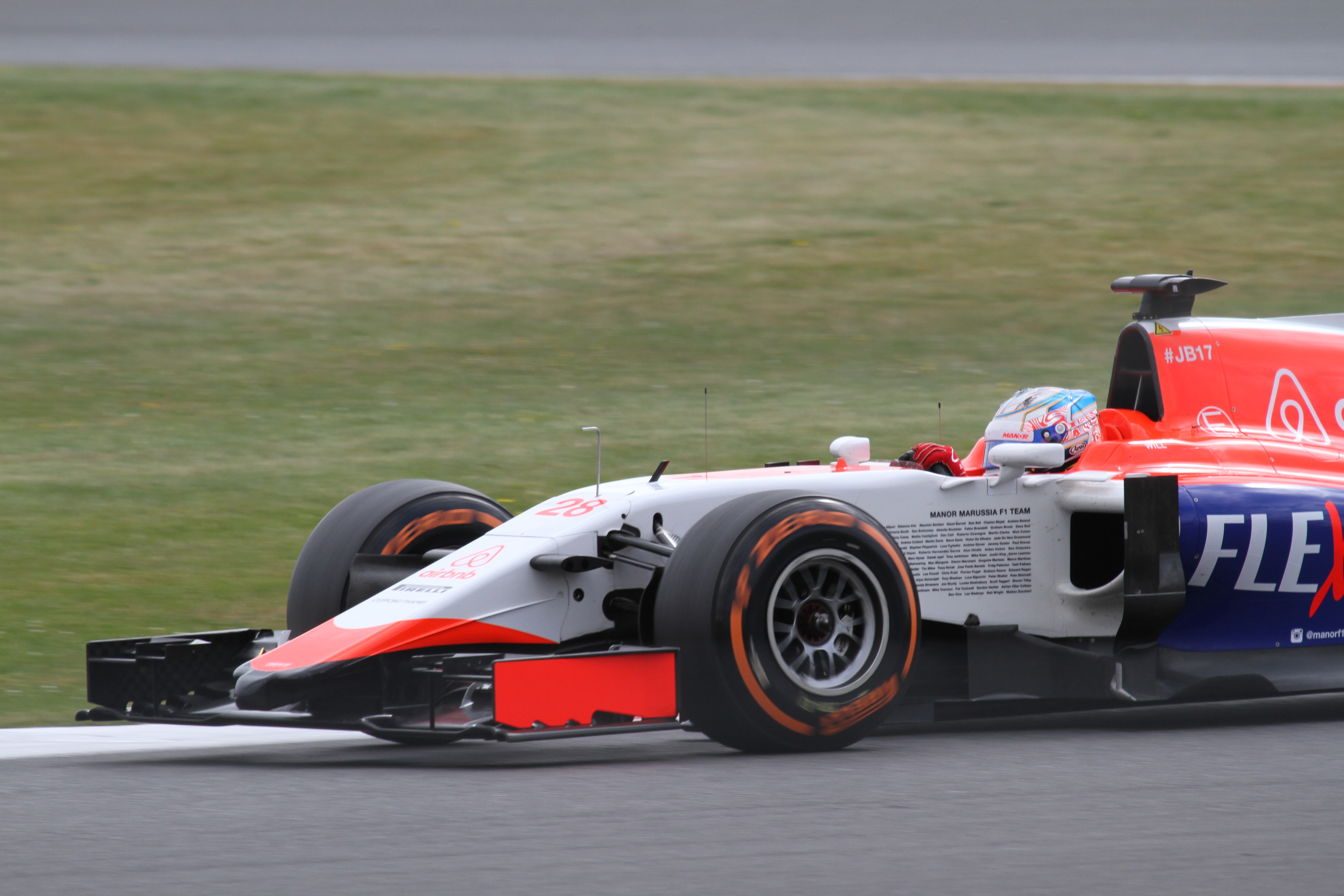
Will Stevens au Grand Prix de Grande-Bretagne 2015.

Le soleil brille sur Silverstone au départ de la première séance d'essais libres du Grand Prix de Grande-Bretagne, la température ambiante est de 18 °C et la piste est à 31 °C. Tous les pilotes s'élancent pour un tour d'installation dès l'ouverture de la piste, tous chaussés des pneus Pirelli à bande orange, les plus durs de la gamme. Nico Rosberg fixe le temps de référence en 1 min 38 s 638,,.
Lewis Hamilton prend ensuite le commandement en 1 min 38 s 146 puis Rosberg améliore en 1 min 35 s 875 juste avant qu'Hamilton parte en tête-à-queue. Après moins de vingt minutes, Rosberg doit s'arrêter en bord de piste en raison d'une panne de pression hydraulique ; sa voiture est remorquée jusqu'au stand où les mécaniciens s'emploient à remplacer sa boîte de vitesses afin de lui permettre de reprendre les essais libres. Lewis Hamilton se replace en tête du classement en 1 min 35 s 536 puis, toujours chaussé des pneus supplémentaire réservés aux trente premières minutes de la séance, tourne en 1 min 35 s 391 et 1 min 34 s 815,,.
Felipe Massa sort un peu trop largement de la piste, sans dommage, tandis que Felipe Nasr part en tête-à-queue. Daniel Ricciardo, Hamilton et Jolyon Palmer (qui occupe la place de Romain Grosjean) commettent la même erreur que Massa. À la mi-séance, après une courte période de calme, tous les pilotes se relancent, hormis Jenson Button et Fernando Alonso. Si Alonso ne prend la piste que pour quelques boucles durant la dernière demi-heure, son coéquipier reste définitivement au stand. Kimi Räikkönen, auteur du quatrième meilleur temps final, rencontre un problème et est rappelé par son équipe,,.
Lewis Hamilton améliore, en 1 min 34 s 344, son meilleur temps puis, dans les cinq dernières minutes, Nico Rosberg, dont la voiture vient d'être réparée, enchaîne les tours et s'empare du meilleur temps de la session, en 1 min 34 s 274. Max Verstappen et Carlos Sainz Jr., qui ont enchaîné les tours, occupent les troisième et cinquième places, devant Sebastien Vettel, sixième. Malgré l'adoption de nouvelles pièces, les Williams FW37 de Massa et Susie Wolff ne parviennent pas à dépasser le dixième rang,,.
- Jolyon Palmer, pilote essayeur chez Lotus F1 Team, remplace Romain Grosjean lors de cette séance d'essais.
- Raffaele Marciello, pilote essayeur chez Sauber, remplace Marcus Ericsson lors de cette séance d'essais.
- Susie Wolff, pilote essayeur chez Williams F1 Team, remplace Valtteri Bottas lors de cette séance d'essais.

### Deuxième séance, le vendredi de 14 h à 15 h 30
| Pos. | Pilote           | Voiture          | Chrono         | Écart     |
| ---- | ---------------- | ---------------- | -------------- | --------- |
| 1    | Nico Rosberg     | Mercedes         | 1 min 34 s 155 |           |
| 2    | Kimi Räikkönen   | Ferrari          | 1 min 34 s 502 | + 0 s 347 |
| 3    | Sebastian Vettel | Ferrari          | 1 min 34 s 522 | + 0 s 367 |
| 4    | Lewis Hamilton   | Mercedes         | 1 min 34 s 621 | + 0 s 466 |
| 5    | Daniil Kvyat     | Red Bull-Renault | 1 min 35 s 009 | + 0 s 854 |
| 6    | Daniel Ricciardo | Red Bull-Renault | 1 min 35 s 153 | + 0 s 998 |

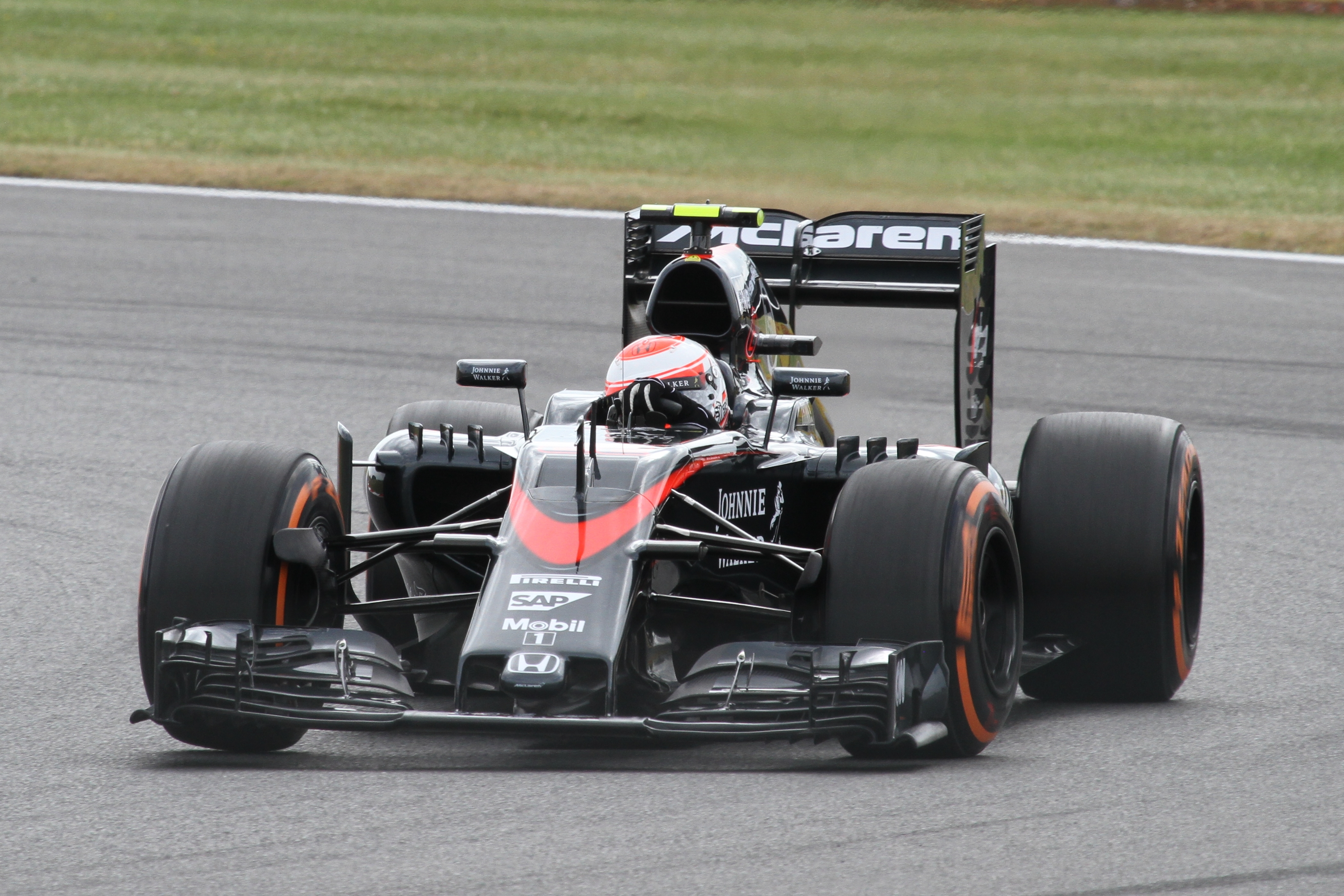
Jenson Button au Grand Prix de Grande-Bretagne 2015.

Il fait beau et chaud sur Silverstone avec 22 °C dans l'air et une piste à 46 °C au départ de la deuxième séance d'essais libres du Grand Prix de Grande-Bretagne. Les pilotes s'élancent sans tarder et Marcus Ericsson établit le temps de référence en 1 min 43 s 551,,.
Si Romain Grosjean, qui n'a pas tourné durant la matinée, améliore en 1 min 41 s 778, Ericsson reprend la main en 1 min 40 s 537. Carlos Sainz Jr., en verve durant la première séance, passe ensuite en tête en 1 min 36 s 523 mais ne peut pas résister aux pilotes Mercedes : Nico Rosberg évolue en 1 min 35 s 513 et Lewis Hamilton en 1 min 35 s 055. Alors qu'Hamilton améliore en 1 min 34 s 877, Grosjean reste planté dans le bac à graviers du virage Luffield, ce qui provoque l'interruption de la séance,,.
La session est relancée quelques minutes plus tard, sans Romain Grosjean qui a déjà manqué les essais matinaux. Jenson Button, dont la McLaren MP4-30 est inconduisible, demande à rentrer au stand. Nico Rosberg chausse les pneus « medium », le mélange le plus tendre proposé pour le weekend, et se replace en tête en 1 min 34 s 155 alors qu'il reste un peu moins d'une heure d'essais. Lewis Hamilton se plaint à son tour du comportement de sa monoplace et affirme à son équipe qu'il lui est impossible d'améliorer ses performances,,.
Durant la seconde moitié de la séance, les pilotes effectuent de longs relais avec les deux types de pneus dans le but d'établir leurs références en vue du rythme à adopter en course. Le bitume évoluant au fil des tours, les équipes peuvent affiner leurs programmes établis au préalable. Les Ferrari SF15-T apparaissent proches des Mercedes AMG F1 W06 Hybrid sur les relais les plus longs. Si les Toro Rosso STR10 reculent dans la hiérarchie par rapport aux essais précédents, Max Verstappen et Carlos Sainz Jr. comptent parmi les pilotes qui ont effectué le plus de tours. Daniil Kvyat et Daniel Ricciardo, au volant de la Red Bull RB11 sont en embuscade derrière les Mercedes et les Ferrari alors que les Williams FW37 semblent toujours à la traîne après deux sessions d'essais,,.
À un quart d'heure de la fin, Roberto Merhi plante sa Marussia MR03 dans les graviers de  Luffield mais réussit à s'en extraire seul, en usant de sa marche arrière. La séance est relancée quelques minutes plus tard sans que le meilleur temps de Rosberg ne soit battu,,.

### Troisième séance, le samedi de 10 h à 11 h
| Pos. | Pilote           | Voiture    | Chrono         | Écart     |
| ---- | ---------------- | ---------- | -------------- | --------- |
| 1    | Lewis Hamilton   | Mercedes   | 1 min 32 s 917 |           |
| 2    | Nico Rosberg     | Mercedes   | 1 min 33 s 469 | + 0 s 552 |
| 3    | Kimi Raïkkönen   | Ferrari    | 1 min 33 s 692 | + 0 s 775 |
| 4    | Sebastian Vettel | Ferrari    | 1 min 33 s 918 | + 1 s 001 |
| 5    | Max Verstappen   | Toro Rosso | 1 min 34 s 147 | + 1 s 230 |
| 6    | Carlos Sainz Jr. | Toro Rosso | 1 min 34 s 282 | + 1 s 365 |

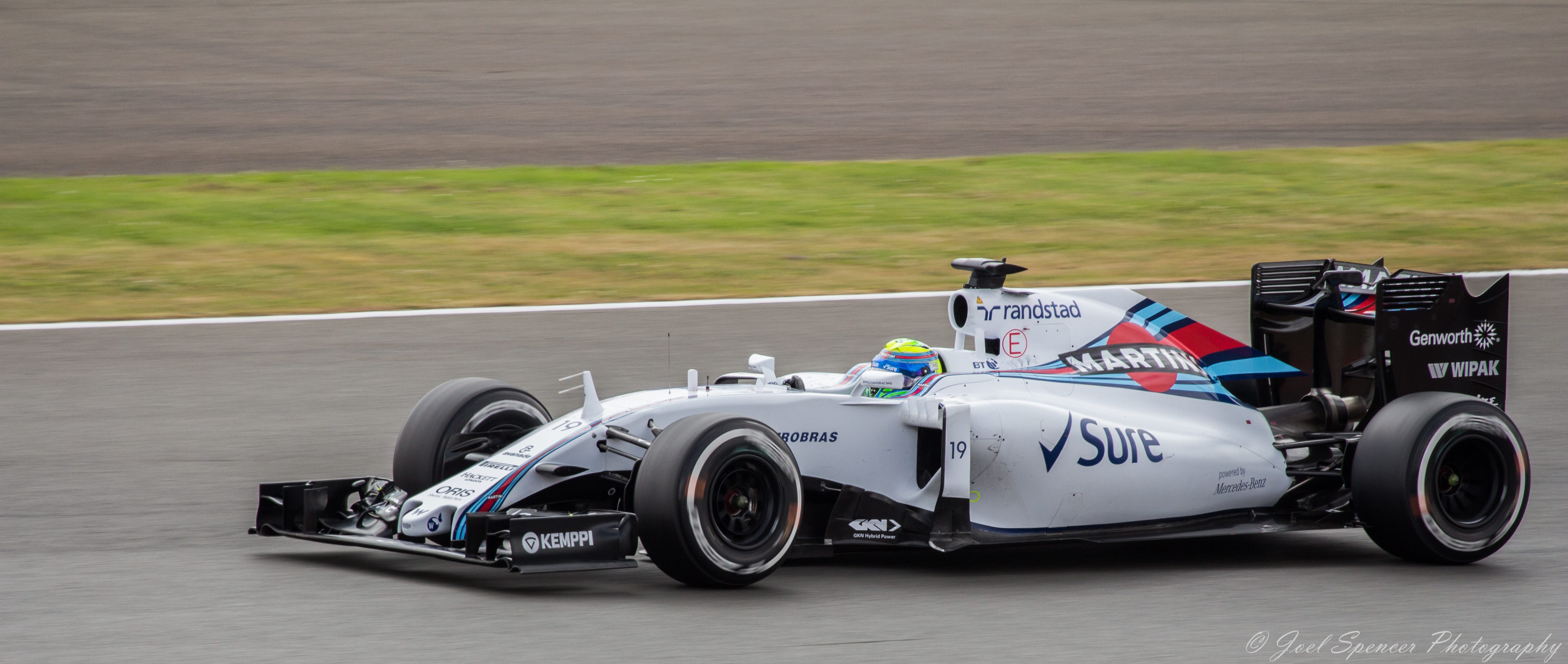
Felipe Massa au Grand Prix de Grande-Bretagne 2015.

Il fait beau et chaud avec une température ambiante de 21 °C au départ de la troisième et dernière séance d'essais libres du Grand Prix de Grande-Bretagne. Romain Grosjean fixe le temps de référence en 1 min 37 s 395,,.
Kimi Räikkönen améliore en 1 min 36 s 718 mais Grosjean repasse en tête en 1 min 36 s 485. Chose suffisamment rare depuis le début de la saison pour être signalée, Fernando Alonso pointe furtivement en haut de la feuille des temps en 1 min 36 s 101 ; l'Espagnol demande même à son équipe de faire une photo-souvenir de l'écran de chronométrage. Les pilotes Williams, pointent enfin le bout de leur nez puisque Felipe Massa tourne en 1 min 35 s 460 et est relayé en tête par Valtteri Bottas, en 1 min 35 s 082. Sebastian Vettel tourne ensuite en 1 min 34 s 932 mais ne peut se mêler à la lutte entre les deux pilotes Mercedes : Nico Rosberg boucle un tour lancé en 1 min 34 s 436, Lewis Hamilton améliore en 1 min 34 s 399, Rosberg réplique en 1 min 33 s 731 et Hamilton conclut en 1 min 33 s 333,,.
Les pilotes s'engagent ensuite dans une série de longs relais avant de chausser, dans les derniers instants, les pneus les plus tendres disponibles ce weekend. Nico Rosberg reste dans son stand à cause d'une fuite d'huile sur la boîte de vitesses de sa Mercedes. Lewis Hamilton améliore son meilleur temps, en 1 min 32 s 917 ; Rosberg réussit à remonter en piste de justesse pour boucler un dernier tour rapide mais ne parvient pas à battre son coéquipier et prend la deuxième place de la session devant les Ferrari de Räikkönen (1 min 33 s 692) et Vettel (1 min 33 s 918). La Scuderia Toro Rosso confirme disposer d'un excellent châssis en plaçant à nouveau Max Verstappen et Carlos Sainz Jr. dans les six premiers, devant les deux Williams FW37 qui remontent au classement et ne semblent pas encore avoir dévoilé tous leurs atouts,,.

## Séance de qualifications

### Résultats des qualifications

#### Session Q1

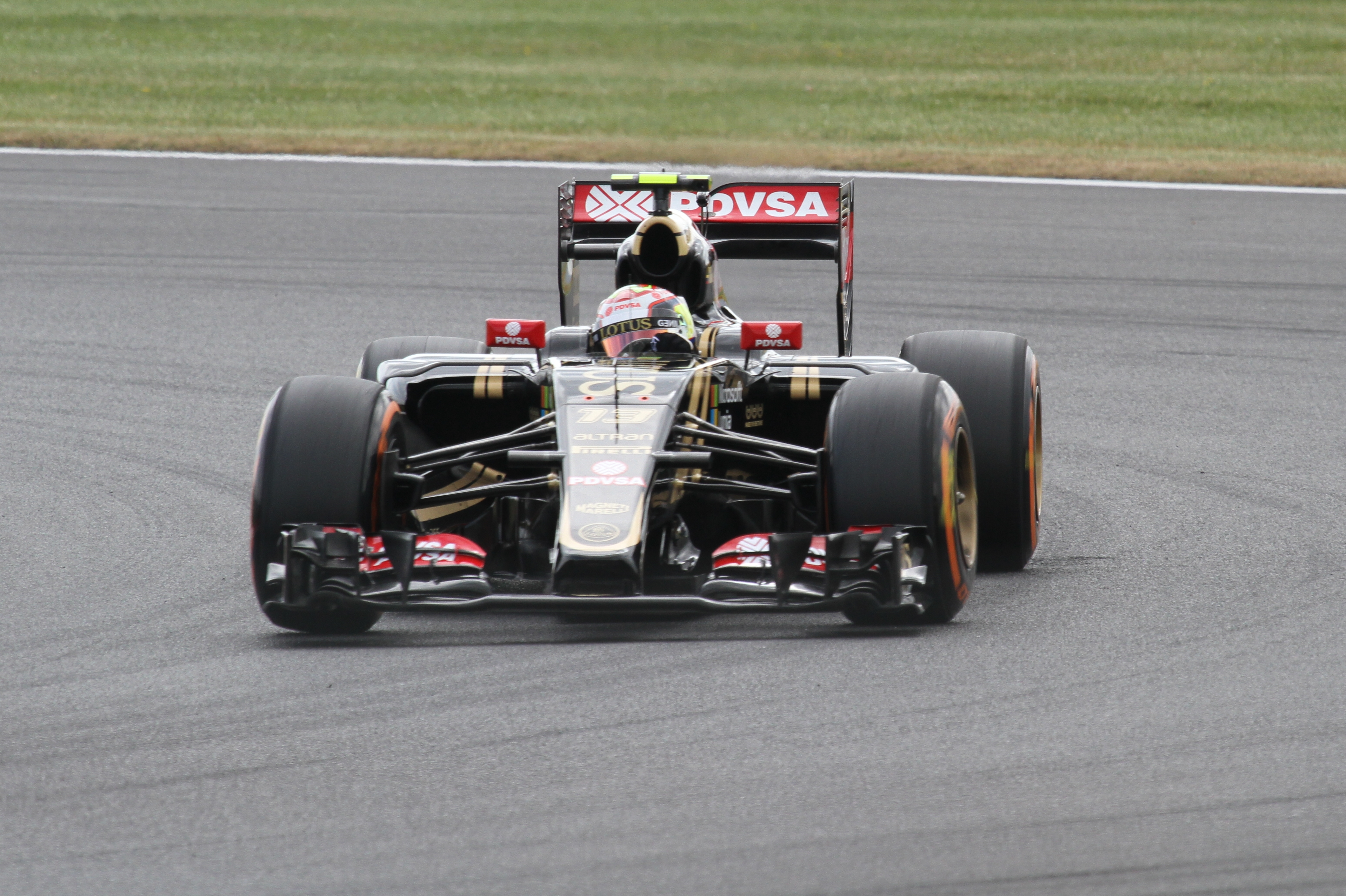
Pastor Maldonado au Grand Prix de Grande-Bretagne 2015.

Il fait beau et la température ambiante est de 22 °C au départ de la séance qualificative du Grand Prix de Grande-Bretagne. Les pilotes s'élancent dès l'ouverture de la piste et Lewis Hamilton établit le temps de référence en 1 min 34 s 009. Quelques instants plus tard, son coéquipier Nico Rosberg améliore à deux reprises, en 1 min 33 s 654 puis 1 min 33 s 475 ; il précède Hamilton, Valtteri Bottas et Kimi Räikkönen,,.  
Vettel, Max Verstappen, Pastor Maldonado et Nico Hülkenberg, qui testent l'adhérence des pneus durs ou sont victimes de sous-virage, sortent chacun des limites de la piste et voient, ainsi que l'avaient annoncé les commissaires, leurs temps annulés. Si Vettel réalise dans la foulée le cinquième temps qui lui assure une place en Q2, Verstappen repasse par les stands pour chausser les pneus plus tendres afin de ne pas être éliminé,,.
En fin de séance, tous les pilotes, hormis les trois premiers du classement, se relancent en piste, certains chaussés du mélange de gomme le plus tendre proposé par Pirelli. Avec ces pneus, Kimi Räikkönen prend la tête du classement, en 1 min 33 s 426 ; le Finlandais (et son équipier Sebastian Vettel) disposera donc d'un train de pneus tendres en moins que les pilotes Mercedes pour la dernière phase qualificative. Disposant de 7 dixièmes de seconde d'avance sur le reste du peloton lors des derniers essais libres, Mercedes est la seule équipe pouvant conserver les pneus les plus durs en Q1 sans risque. Jenson Button se trouve peu à peu relégué en fond de classement tandis que Fernando Alonso est battu par Marcus Ericsson en toute fin de séance. Les cinq pilotes éliminés sont Roberto Merhi et son coéquipier Will Stevens, Button et son coéquipier Alonso et Felipe Nasr,,.

#### Session Q2

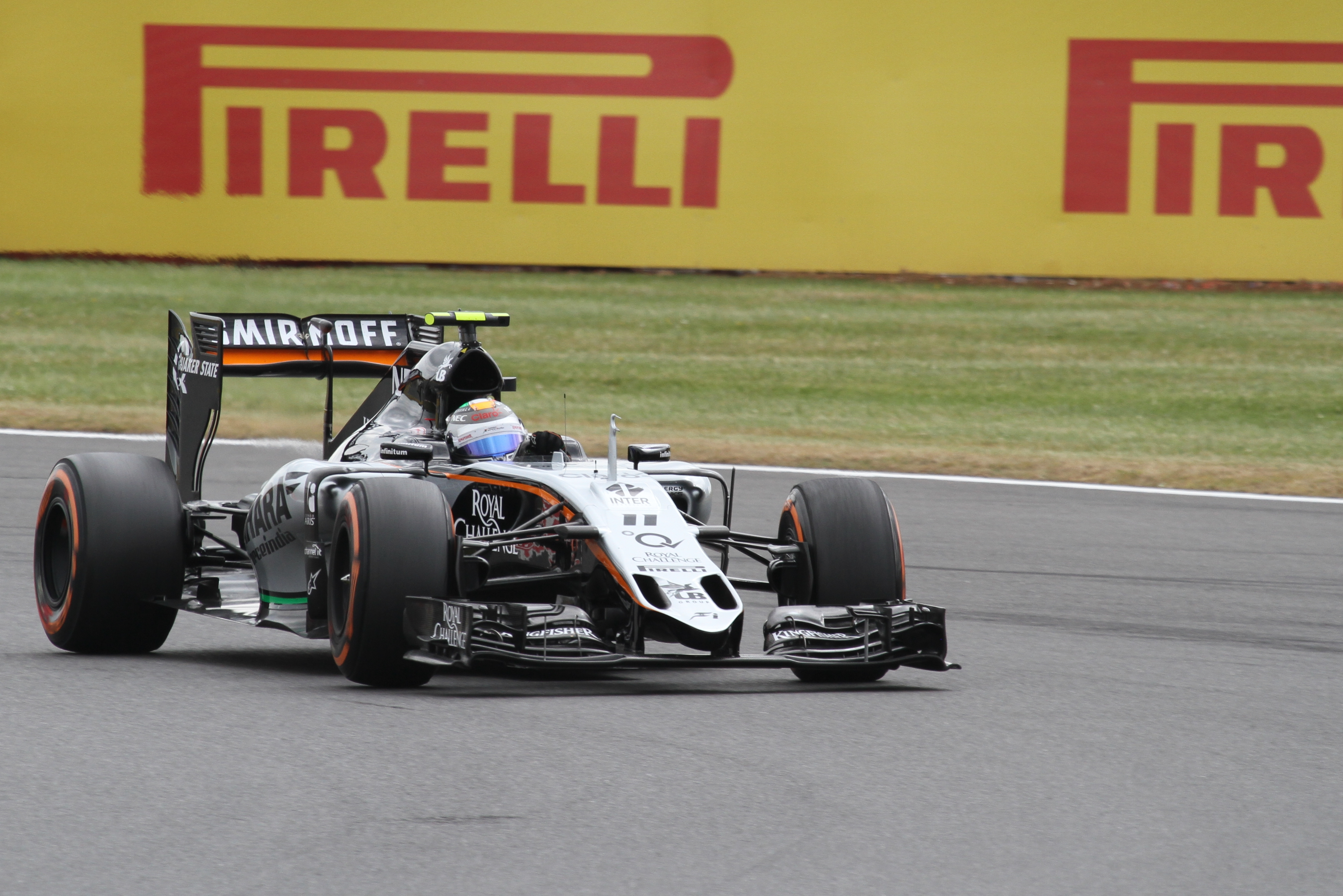
Sergio Pérez au Grand Prix de Grande-Bretagne 2015.

Les pilotes se relancent tous en piste chaussés des pneus les plus tendres proposés par Pirelli ce weekend (gamme « médium »). Valtteri Bottas fixe le temps de référence en 1 min 33 s 273 mais, quelques instants plus tard, Nico Rosberg, dans son premier tour lancé, réalise le meilleur temps de la Q2, en 1 min 32 s 737,,. 
Pastor Maldonado dépasse, comme lors de la Q1, les limites de la piste dans le virage no 9 et voit sa première tentative annulée. Peu après, Kimi Räikkönen commet la même erreur au même endroit et reçoit la même sanction. Lewis Hamilton rencontre des difficultés de tenue de route et se plaint de son train arrière ; Max Verstappen connaît le même problème et annonce qu'il « ne peut rien faire avec l'arrière qui part tout le temps. »,,
En fin de session, tous les pilotes, hormis Rosberg et Hamilton, au-dessus du lot, se relancent pour essayer d'améliorer leur classement. Les cinq pilotes éliminés sont Marcus Ericsson, Maldonado et son coéquipier Romain Grosjean, Verstappen et Sergio Pérez,,.

#### Session Q3
Comme depuis le début de la saison, un nouveau duel entre les deux pilotes Mercedes s'annonce pour le gain de la pole position. Deux Ferrari SF15-T, deux Williams FW37, deux Red Bull RB11, une Force India VJM08 et une Toro Rosso STR10 sont en lutte pour les accessits. À l'issue de son premier tour lancé, Lewis Hamilton prend l'avantage en 1 min 32 s 248 et devance Nico Rosberg, Valtteri Bottas, Felipe Massa Kimi Räikkönen, Sebastian Vettel, Daniil Kvyat, Carlos Sainz Jr., Daniel Ricciardo et Nico Hülkenberg,,. 
Tous les pilotes se relancent dans les derniers instants de la qualification ; en ratant un freinage durant son tour de lancement, Lewis Hamilton fait un plat sur un pneu avant et rentre sans effectuer de tour rapide. Nico Rosberg est le plus rapide dans le premier secteur mais concède 4 dixièmes de secondes à son rival dans le second : la pole position est pour Hamilton et la première ligne est monopolisée par les Mercedes. Massa prend le meilleur sur son coéquipier Bottas et lui ravit la troisième place pour une deuxième ligne aux couleurs Williams. Les Ferrari de Räikkönen et Vettel occupent la troisième ligne. Kvyat se classe septième devant Sainz tandis que Hülkenberg précède Ricciardo qui est sorti de la piste dans son dernier tour lancé,,.

### Grille de départ
| Pos.                                                                                      | Pilote           | Écurie                 | Qualifications 1 | Qualifications 2 | Qualifications 3 |
| ----------------------------------------------------------------------------------------- | ---------------- | ---------------------- | ---------------- | ---------------- | ---------------- |
| 1                                                                                         | Lewis Hamilton   | Mercedes               | 1 min 33 s 796   | 1 min 33 s 068   | 1 min 32 s 248   |
| 2                                                                                         | Nico Rosberg     | Mercedes               | 1 min 33 s 475   | 1 min 32 s 737   | 1 min 32 s 361   |
| 3                                                                                         | Felipe Massa     | Williams-Mercedes      | 1 min 34 s 542   | 1 min 33 s 707   | 1 min 33 s 085   |
| 4                                                                                         | Valtteri Bottas  | Williams-Mercedes      | 1 min 34 s 171   | 1 min 33 s 020   | 1 min 33 s 149   |
| 5                                                                                         | Kimi Räikkönen   | Ferrari                | 1 min 33 s 426   | 1 min 33 s 911   | 1 min 33 s 379   |
| 6                                                                                         | Sebastian Vettel | Ferrari                | 1 min 33 s 562   | 1 min 33 s 641   | 1 min 33 s 547   |
| 7                                                                                         | Daniil Kvyat     | Red Bull-Renault       | 1 min 34 s 422   | 1 min 33 s 520   | 1 min 33 s 636   |
| 8                                                                                         | Carlos Sainz Jr. | Toro Rosso-Renault     | 1 min 34 s 641   | 1 min 34 s 071   | 1 min 33 s 649   |
| 9                                                                                         | Nico Hülkenberg  | Force India-Mercedes   | 1 min 34 s 594   | 1 min 33 s 693   | 1 min 33 s 673   |
| 10                                                                                        | Daniel Ricciardo | Red Bull-Renault       | 1 min 34 s 272   | 1 min 33 s 749   | 1 min 33 s 943   |
| 11                                                                                        | Sergio Pérez     | Force India-Mercedes   | 1 min 34 s 250   | 1 min 34 s 268   |                  |
| 12                                                                                        | Romain Grosjean  | Lotus-Mercedes         | 1 min 34 s 646   | 1 min 34 s 502   |                  |
| 13                                                                                        | Max Verstappen   | Toro Rosso-Renault     | 1 min 34 s 819   | 1 min 34 s 502   |                  |
| 14                                                                                        | Pastor Maldonado | Lotus-Mercedes         | 1 min 34 s 877   | 1 min 34 s 511   |                  |
| 15                                                                                        | Marcus Ericsson  | Sauber-Ferrari         | 1 min 34 s 643   | 1 min 34 s 868   |                  |
| 16                                                                                        | Felipe Nasr      | Sauber-Ferrari         | 1 min 34 s 888   |                  |                  |
| 17                                                                                        | Fernando Alonso  | McLaren-Honda          | 1 min 34 s 959   |                  |                  |
| 18                                                                                        | Jenson Button    | McLaren-Honda          | 1 min 35 s 207   |                  |                  |
| 19                                                                                        | Will Stevens     | Manor Marussia-Ferrari | 1 min 37 s 364   |                  |                  |
| 20                                                                                        | Roberto Merhi    | Manor Marussia-Ferrari | 1 min 39 s 377   |                  |                  |
| Temps minimal à réaliser pour la qualification : 1 min 39 s 977 (107 % de 1 min 32 s 248) |                  |                        |                  |                  |                  |

- Felipe Nasr, seizième des qualifications, ne prend pas le départ à cause d'un problème de boîte de vitesses[21].

## Course

### Déroulement de l'épreuve

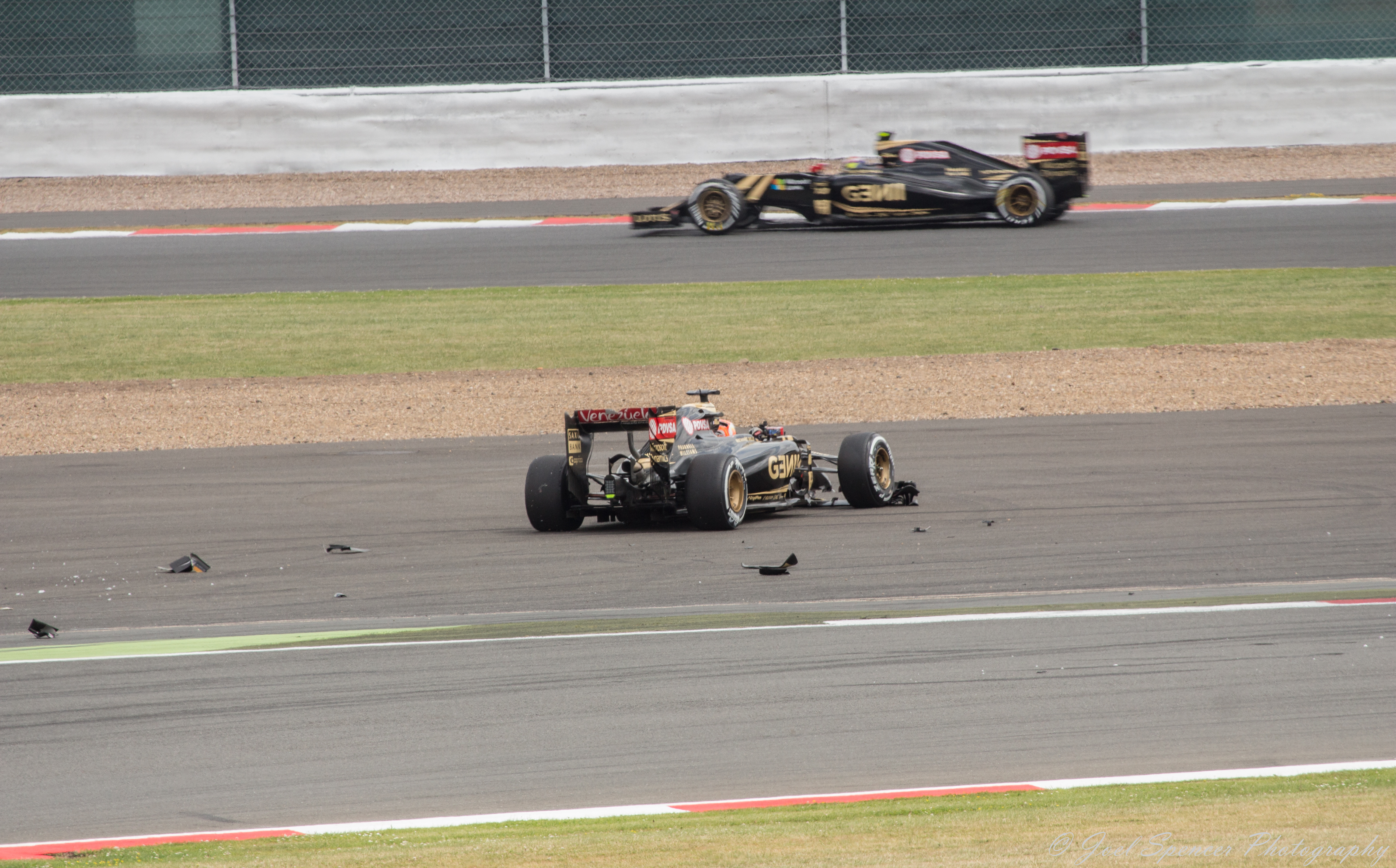
Les Lotus, victimes de l'accident du départ au Grand Prix de Grande-Bretagne 2015.

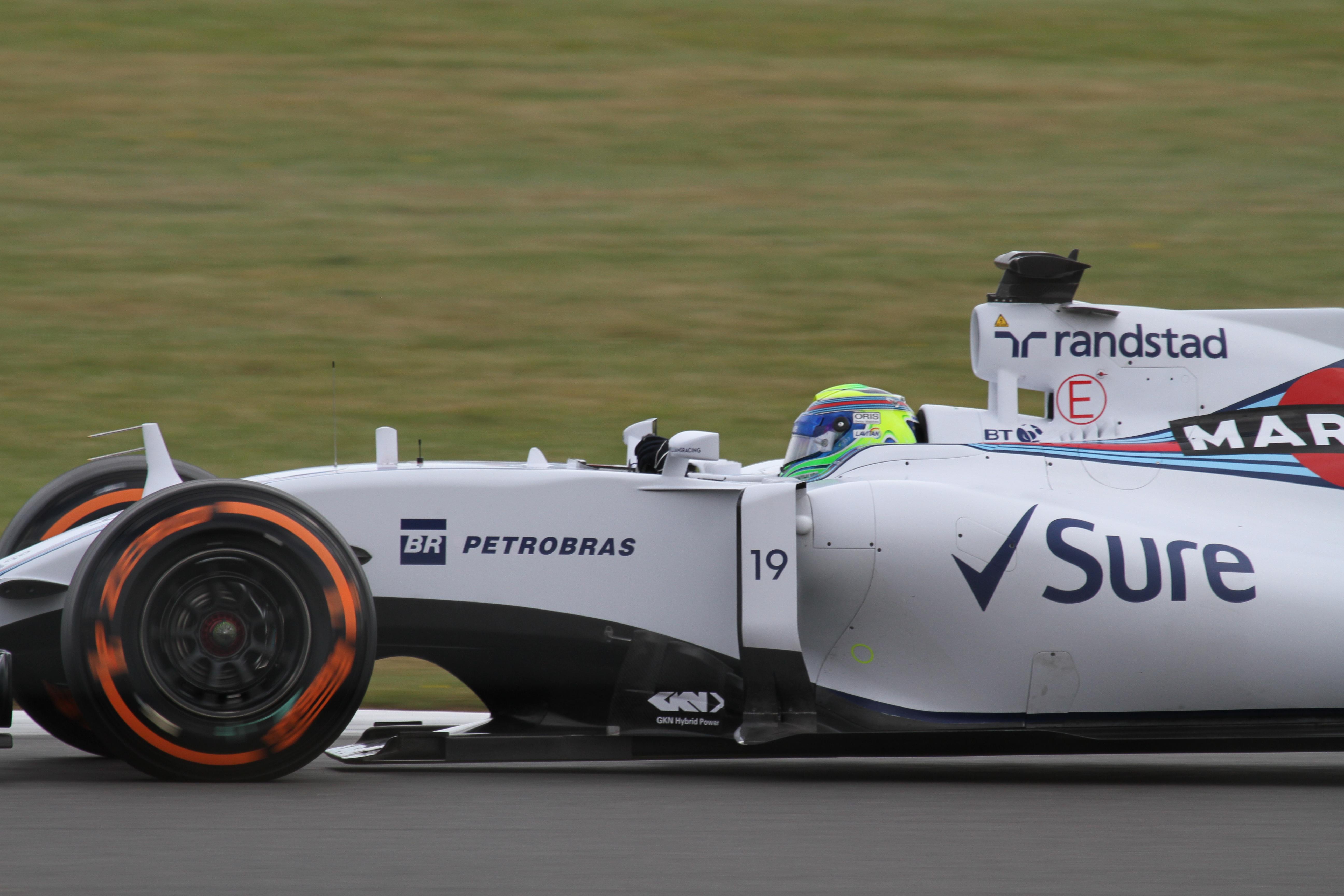
Felipe Massa au Grand Prix de Grande-Bretagne 2015.

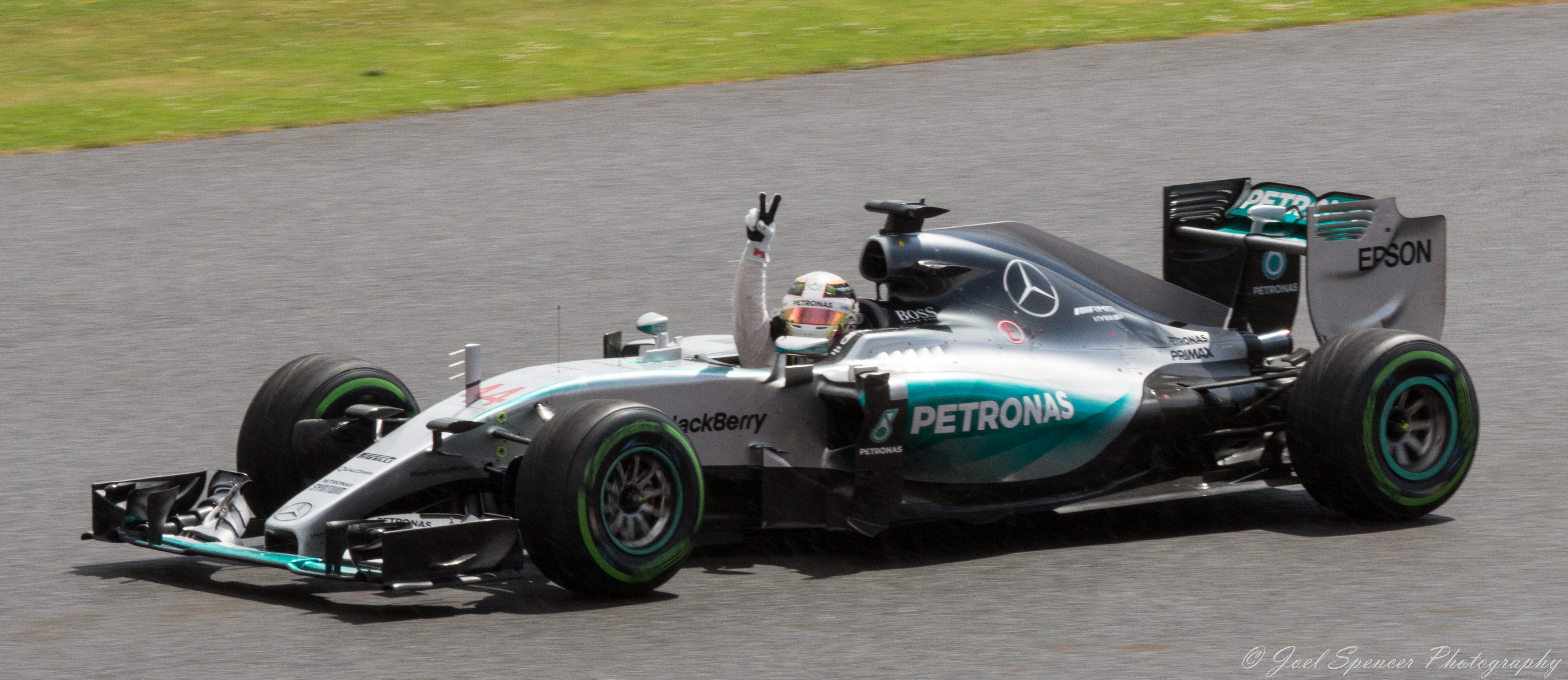
Lewis Hamilton célèbre sa victoire au Grand Prix de Grande-Bretagne 2015.

Le temps est au beau fixe au départ du Grand Prix de Grande-Bretagne, où dix-neuf pilotes se présentent sur la piste puisque Felipe Nasr est victime d'un problème de transmission de sa Sauber C34 lors de la mise en grille. Si le Brésilien repasse par son garage avec l'espoir de partir depuis le bout de la voie des stands, ses mécaniciens constatent que la panne est plus sévère que suspectée et il doit déclarer forfait à quelques instants du départ. Tous les pilotes, hormis Max Verstappen, en pneus durs en treizième position, sont chaussés des pneus « medium », le mélange le plus tendre proposé par Pirelli. À l'extinction des feux, Felipe Massa et Valtteri Bottas créent la surprise au volant des Williams FW37 en prenant les deux premières places aux dépens des pilotes Mercedes. Lewis Hamilton, auteur de la pole position, réagit et reprend l'avantage sur Bottas dans le virage no 4 tandis que Nico Rosberg reste bloqué derrière le Finlandais. Plus loin dans le classement, les deux Lotus E23 Hybrid de Romain Grosjean et Pastor Maldonado se touchent et emmènent avec elles les deux McLaren MP4-30 de Jenson Button et Fernando Alonso, le seul à pouvoir regagner son stand pour faire changer son aileron avant endommagé, les trois autres pilotes abandonnant dès les premiers hectomètres de course,,. 
Derrière la voiture de sécurité, au premier passage sur la ligne de chronométrage, Massa devance Hamilton, Bottas, Rosberg, Nico Hülkenberg, Kimi Räikkönen, Daniil Kvyat, Sebastian Vettel, Sergio Pérez et Carlos Sainz Jr. Victime du refroidissement rapide de ses pneus durs après plusieurs boucles derrière la voiture de sécurité, Verstappen part à la faute et termine sa course dans un bac à graviers. Quand la course est relancée, au quatrième tour, Hamilton, trop impatient, manque son attaque sur Massa dans la dernière chicane et sort de la piste, laissant passer Bottas : les Williams sont à nouveau en tête devant les Mercedes. Au tour suivant, Hamilton pointe à 2 secondes de Massa et devance d'un souffle Rosberg. Cinquième, Hülkenberg crée un bouchon en tenant tête à Räikkönen et Kvyat tandis que son équipier chez Force India devance Vettel,,.
Valtteri Bottas attaque Felipe Massa malgré les consignes de son équipe et se voit vertement tancé par son stand qui craint un accrochage entre les deux coéquipiers ; quand les deux Mercedes haussent leur rythme et recollent au duo de tête, Bottas reçoit l'autorisation d'attaquer dans la ligne droite, en usant de son aileron arrière mobile et sans aucune prise de risque. Hamilton et Rosberg, revenus à hauteur de leurs rivaux, économisent leurs pneus dans l'espoir d'effectuer quelques tours rapides de plus que les Williams pour prendre la tête à l'issue des arrêts au stand. Bottas, dont les pneus avant souffrent derrière le souffle chaud des échappements de Massa ne parvient plus se porter à sa hauteur alors qu'il est plus rapide,,.
Alors que les quatre premiers roulent désormais roue dans roue, Daniel Ricciardo s'arrête pour changer ses pneus au douzième tour (il abandonnera avant même la mi-course) ; Sainz l'imite au tour suivant. Räikkönen, toujours bloqué dans le trafic, choisit d'anticiper son arrêt pour chausser les pneus durs et disposer d'une piste claire. Son coéquipier Vettel fait de même au quinzième tour. Alonso, Kvyat, Hamilton, Massa, Rosberg, Pérez, Ricciardo, Bottas et Ericsson s'arrêtent entre les dix-huitième et vingt-quatrième tours. Hamilton, qui avait 8 dixièmes de seconde de retard sur Massa en entrant dans la voie des stands, réalise un second secteur plus rapide d'une seconde que tous les autres concurrents au moment où Massa et Rosberg entrent aux stands en même temps. Massa et Rosberg sortent côte-à-côte mais Massa finit par garder l'avantage ; Hamilton réussit l'undercut et passe devant Massa. Après l'arrêt de Bottas, Hamilton mène devant Massa, Bottas et Rosberg et creuse immédiatement un écart. Les pilotes Ferrari réalisent également une bonne opération dans les stands, en ressortant cinquième et sixième,,.
Au trente-troisième tour, Hamilton possède 6 secondes d'avance sur Massa, 7 s sur Bottas, 8 s sur Rosberg et 21 s sur Räikkönen ; suivent Vettel, Kvyat, Hülkenberg, Pérez et Ericsson puisque Carlos Sainz Jr., qui occupait la dixième place, abandonne à l'entrée de la ligne droite des stands. La direction de course déclenche la voiture de sécurité virtuelle le temps de dégager la Toro Rosso STR10 puis la course est relancée au trente-sixième tour alors que la pluie se met à tomber légèrement. Au trente-huitième tour, la pluie tombe plus drue dans certains secteurs. Rosberg sort trop largement de la piste, sans dommage. Hamilton fait à son tour une incursion hors-piste, sans conséquence. Alonso, Ericsson et Stevens choisissent de passer les pneus intermédiaires en dépit d'une piste sèche dans les deux premiers secteurs. Räikkönen, sixième, fait le même choix alors que la pluie vient de cesser et que Vettel, les pilotes Williams et les pilotes Mercedes restent en piste. Les Williams semblent en difficulté sur la piste légèrement humide puisque Nico Rosberg dépasse, coup sur coup, Valtteri Bottas, dans Maggots, et Felipe Massa, à onze tours du but,,.
Gêné par ses pneus intermédiaires, Räikkönen perd cinq à sept secondes au tour sur les pilotes de tête. Une nouvelle averse rend alors la piste plus glissante. Rosberg poursuit sa remontée et reprend 4 secondes à son coéquipier en deux tours. Hamilton, qui n'a plus que deux secondes d'avance hurle dans sa radio : « Je n'ai aucun grip ! » Alors qu'il choisit de rentrer au stand pour chausser les pneus intermédiaires dans le quarante-troisième tour (de même que Vettel), Rosberg fait le choix inverse et, en restant en piste, prend le commandement de la course. Toutefois, alors que les conditions empirent, il est contraint de s'arrêter au tour suivant. Hamilton reprend donc la tête du Grand Prix avec 9 secondes d'avance. Si les Williams réalisent un bon double arrêt dans le quarante-septième passage, leur stratégie a une nouvelle fois fait défaut puisque les deux monoplaces se sont arrêtées une nouvelle fois arrêtées trop tard : Vettel est entretemps passé en troisième position. Au quarante-septième tour, Hamilton devance Rosberg (+ 9 s), Vettel (+ 25 s), Massa (+ 29 s) et Bottas (+ 47 s). Les pilotes n'ont désormais pour seul objectif que de rejoindre sans incident l'arrivée sur une piste de plus en plus détrempée. Lewis Hamilton remporte la victoire devant Nico Rosberg et Sebastian Vettel ; suivent pour les points Massa, Bottas, Kvyat, Hülkenberg, Räikkönen, Pérez et Alonso qui, rescapé de l'accrochage du premier tour, inscrit son premier point de la saison,,.

### Classement de la course
| Pos. | no | Pilote           | Écurie                 | Tours | Temps/Abandon                        | Grille | Points |
| ---- | -- | ---------------- | ---------------------- | ----- | ------------------------------------ | ------ | ------ |
| 1    | 44 | Lewis Hamilton   | Mercedes               | 52    | 1 h 31 min 27 s 729 (200,869 km/h)   | 1      | 25     |
| 2    | 6  | Nico Rosberg     | Mercedes               | 52    | + 10 s 956                           | 2      | 18     |
| 3    | 5  | Sebastian Vettel | Ferrari                | 52    | + 25 s 443                           | 6      | 15     |
| 4    | 19 | Felipe Massa     | Williams-Mercedes      | 52    | + 36 s 839                           | 3      | 12     |
| 5    | 77 | Valtteri Bottas  | Williams-Mercedes      | 52    | + 1 min 03 s 194                     | 4      | 10     |
| 6    | 26 | Daniil Kvyat     | Red Bull-Renault       | 52    | + 1 min 03 s 955                     | 7      | 8      |
| 7    | 27 | Nico Hülkenberg  | Force India-Mercedes   | 52    | + 1 min 18 s 744                     | 9      | 6      |
| 8    | 7  | Kimi Räikkönen   | Ferrari                | 51    | + 1 tour                             | 5      | 4      |
| 9    | 11 | Sergio Pérez     | Force India-Mercedes   | 51    | + 1 tour                             | 11     | 2      |
| 10   | 14 | Fernando Alonso  | McLaren-Honda          | 51    | + 1 tour                             | 17     | 1      |
| 11   | 9  | Marcus Ericsson  | Sauber-Ferrari         | 51    | + 1 tour                             | 15     |        |
| 12   | 98 | Roberto Merhi    | Manor Marussia-Ferrari | 49    | + 3 tours                            | 20     |        |
| 13   | 28 | Will Stevens     | Manor Marussia-Ferrari | 49    | + 3 tours                            | 19     |        |
| Abd. | 55 | Carlos Sainz Jr. | Toro Rosso-Renault     | 31    | Électricité                          | 8      |        |
| Abd. | 3  | Daniel Ricciardo | Red Bull-Renault       | 21    | Système de récupération de l'énergie | 10     |        |
| Abd. | 33 | Max Verstappen   | Toro Rosso-Renault     | 3     | Sortie de piste                      | 13     |        |
| Abd. | 8  | Romain Grosjean  | Lotus-Mercedes         | 0     | Accrochage                           | 12     |        |
| Abd. | 13 | Pastor Maldonado | Lotus-Mercedes         | 0     | Accrochage                           | 14     |        |
| Abd. | 22 | Jenson Button    | McLaren-Honda          | 0     | Accrochage                           | 18     |        |
| Np.  | 12 | Felipe Nasr      | Sauber-Ferrari         | 0     | Boîte de vitesses                    | -      |        |

### Pole position et record du tour
- Pole position :  Lewis Hamilton (Mercedes Grand Prix) en 1 min 32 s 248 (229,898 km/h)[26].
- Meilleur tour en course :  Lewis Hamilton (Mercedes Grand Prix) en 1 min 37 s 093 (218,426 km/h) au vingt-neuvième tour[27].

### Tours en tête
- Felipe Massa : 19 tours (1-18 / 20)[28]
- Lewis Hamilton :  31 tours (19 / 22-43 / 45-52)
- Valtteri Bottas : 1 tour (21)
- Nico Rosberg : 1 tour (44)

## Classements généraux à l'issue de la course
| Pos. | Pilote           | Écurie               | Points |
| ---- | ---------------- | -------------------- | ------ |
| 1    | Lewis Hamilton   | Mercedes             | 194    |
| 2    | Nico Rosberg     | Mercedes             | 177    |
| 3    | Sebastian Vettel | Ferrari              | 135    |
| 4    | Valtteri Bottas  | Williams-Mercedes    | 77     |
| 5    | Kimi Räikkönen   | Ferrari              | 76     |
| 6    | Felipe Massa     | Williams-Mercedes    | 74     |
| 7    | Daniel Ricciardo | Red Bull-Renault     | 36     |
| 8    | Daniil Kvyat     | Red Bull-Renault     | 27     |
| 9    | Nico Hülkenberg  | Force India-Mercedes | 24     |
| 10   | Romain Grosjean  | Lotus-Mercedes       | 17     |
| 11   | Felipe Nasr      | Sauber-Ferrari       | 16     |
| 12   | Sergio Pérez     | Force India-Mercedes | 15     |
| 13   | Pastor Maldonado | Lotus-Mercedes       | 12     |
| 14   | Max Verstappen   | Toro Rosso-Renault   | 10     |
| 15   | Carlos Sainz Jr. | Toro Rosso-Renault   | 9      |
| 16   | Marcus Ericsson  | Sauber-Ferrari       | 5      |
| 17   | Jenson Button    | McLaren-Honda        | 4      |
| 18   | Fernando Alonso  | McLaren-Honda        | 1      |

| Pos. | Écurie               | Points |
| ---- | -------------------- | ------ |
| 1    | Mercedes             | 371    |
| 2    | Ferrari              | 211    |
| 3    | Williams-Mercedes    | 151    |
| 4    | Red Bull-Renault     | 63     |
| 5    | Force India-Mercedes | 39     |
| 6    | Lotus-Mercedes       | 29     |
| 7    | Sauber-Ferrari       | 21     |
| 8    | Toro Rosso-Renault   | 19     |
| 9    | McLaren-Honda        | 5      |

## Statistiques
Le Grand Prix de Grande-Bretagne 2015 représente :
- la 46e pole position de sa carrière en Formule 1 pour Lewis Hamilton[31] ;
- la 38e victoire de sa carrière en Formule 1 pour Lewis Hamilton[32] ;
- le 8e hat-trick de sa carrière pour Lewis Hamilton[33] ;
- la 37e victoire pour Mercedes en tant que constructeur[34] ;
- le 22e doublé pour Mercedes en tant que constructeur[35] ;
- la 123e victoire pour Mercedes en tant que motoriste[36].

Au cours de ce Grand Prix :
- Kimi Räikkönen atteint la barre des 1100 points inscrits en Formule 1[37] ;
- Lewis Hamilton, en réalisant sa 46e pole position, est désormais seul troisième derrière Michael Schumacher (68 pole positions) et Ayrton Senna (65 pole positions)[38] ;
- En menant un Grand Prix pour la 18e fois consécutive, Lewis Hamilton établit un nouveau record ; il devance Jackie Stewart qui avait mené 17 courses entre le Grand Prix automobile des États-Unis 1968 et le Grand Prix automobile de Belgique 1970[39] ;
- Felipe Massa mène une course pour la 10e année consécutive[40] ;
- Nigel Mansell (187 départs en Grands Prix, 31 victoires, 32 pole positions, 30 meilleurs tours, 59 podiums, 482 points inscrits et champion du monde de Formule 1 en 1992 avec Williams) est nommé assistant des commissaires de course[41].